# 马纳图托县

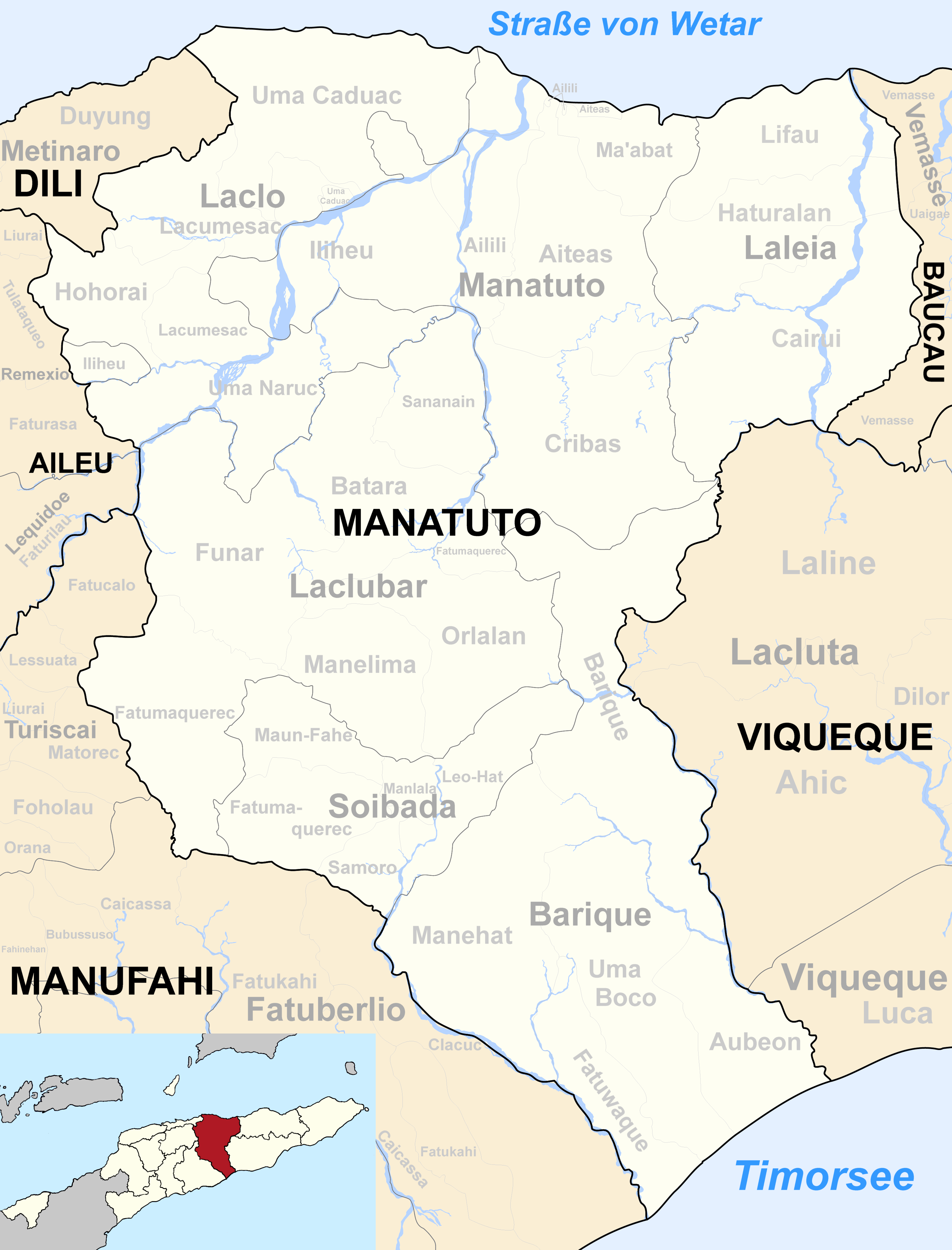
马纳图托区图

马纳图托县是东帝汶马纳图托区的一个县。2004年人口普查时该县共有10499人，六个民族（Ailili, Aiteas, Cribas, Iliheu, Ma'abat and Sau），本地方言为Galoli。

气候
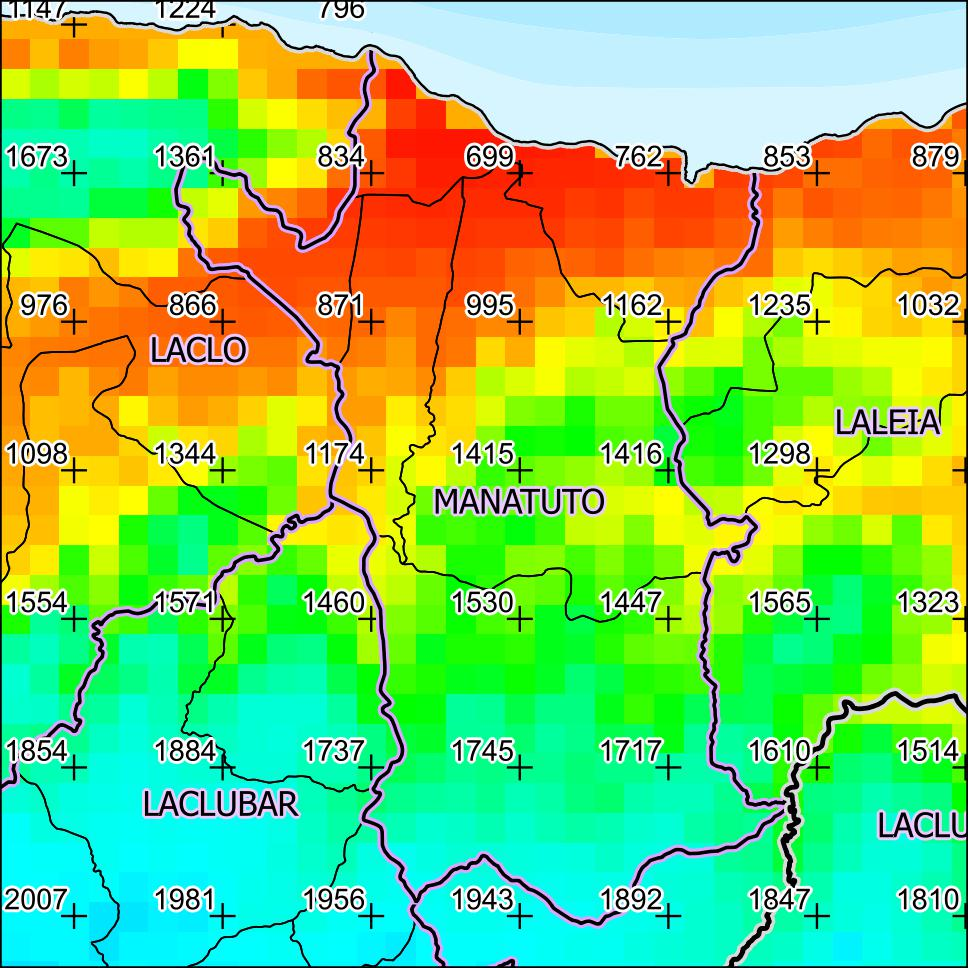
年平均降雨量 (2000)
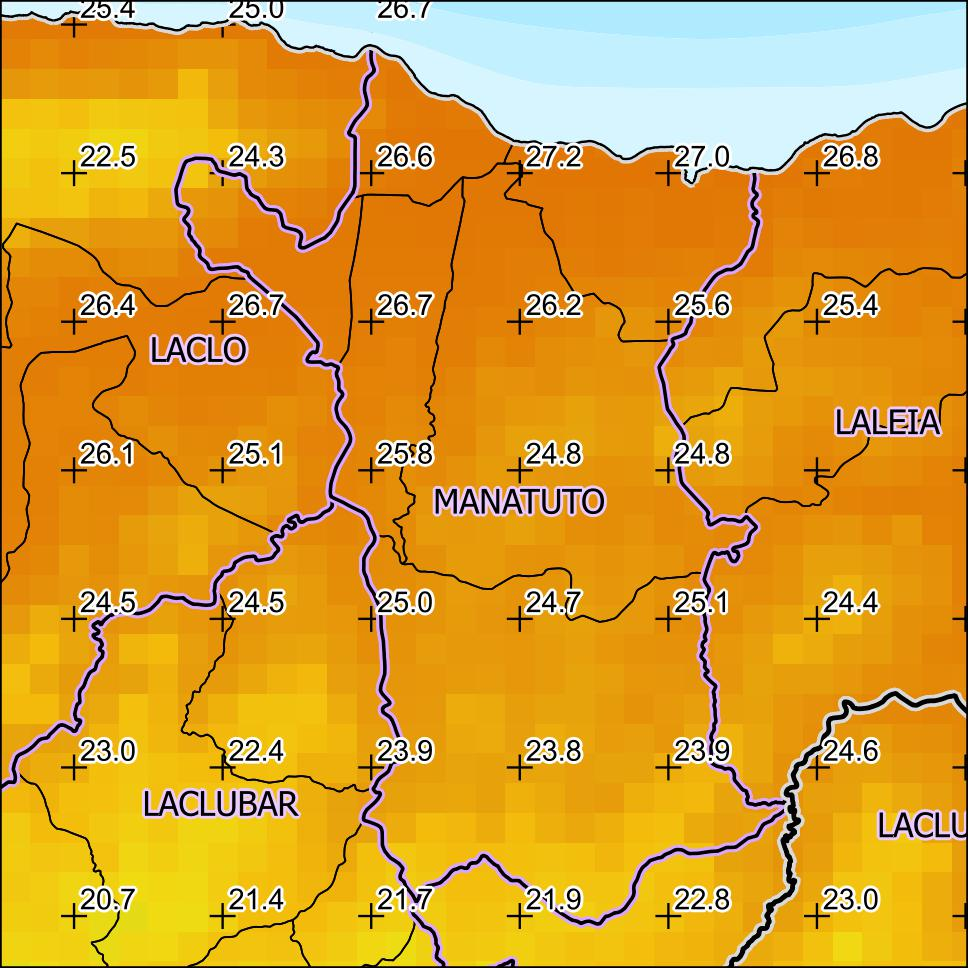
年平均气温 (2000)
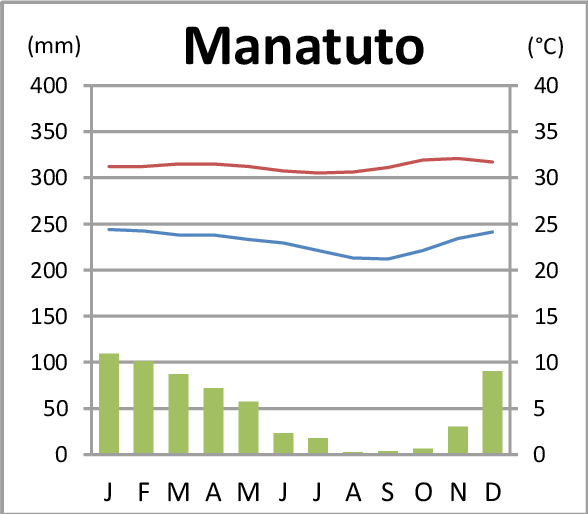
马纳图托城区气候直方图